# Зимни олимпийски игри 2030
XXVI -те зимни олимпийски игри са Зимни олимпийски игри, които се планира да бъдат проведени от 1 февруари до 17-ти февруари 2030 г. За домакин са избрани френските Алпи. Домакинът е избран по време на 142-та сесия на МОК няколко дни преди началото на Летни олимпийски игри 2024.
За първи път олимпийските игри ще имат два региона за домакини. В Ница ще се проведат хокея на лед, кърлинга, фигурното пързаляне и шорттрека. Останалите състеания ще се провеждат в департаментите Алп Маритим, Отз Алп, От Савоа и Савоа. Това ще са вторите поред зимни олимпийски игри, които ще се проведат в Алпите след олимпийските игри през 2026 година в Милано и Кортина д'Ампецо.
Това ще бъдат първите зимни олимпийски игри след Зимните олимпийски игри през 1980 г., при които градът домакин печели правата за домакинство, без да се състезава с други градове домакини в гласуването.